# Helicopage hirundinalis
Helicopage hirundinalis là một loài bướm đêm trong họ Geometridae.